# جوجه ترش

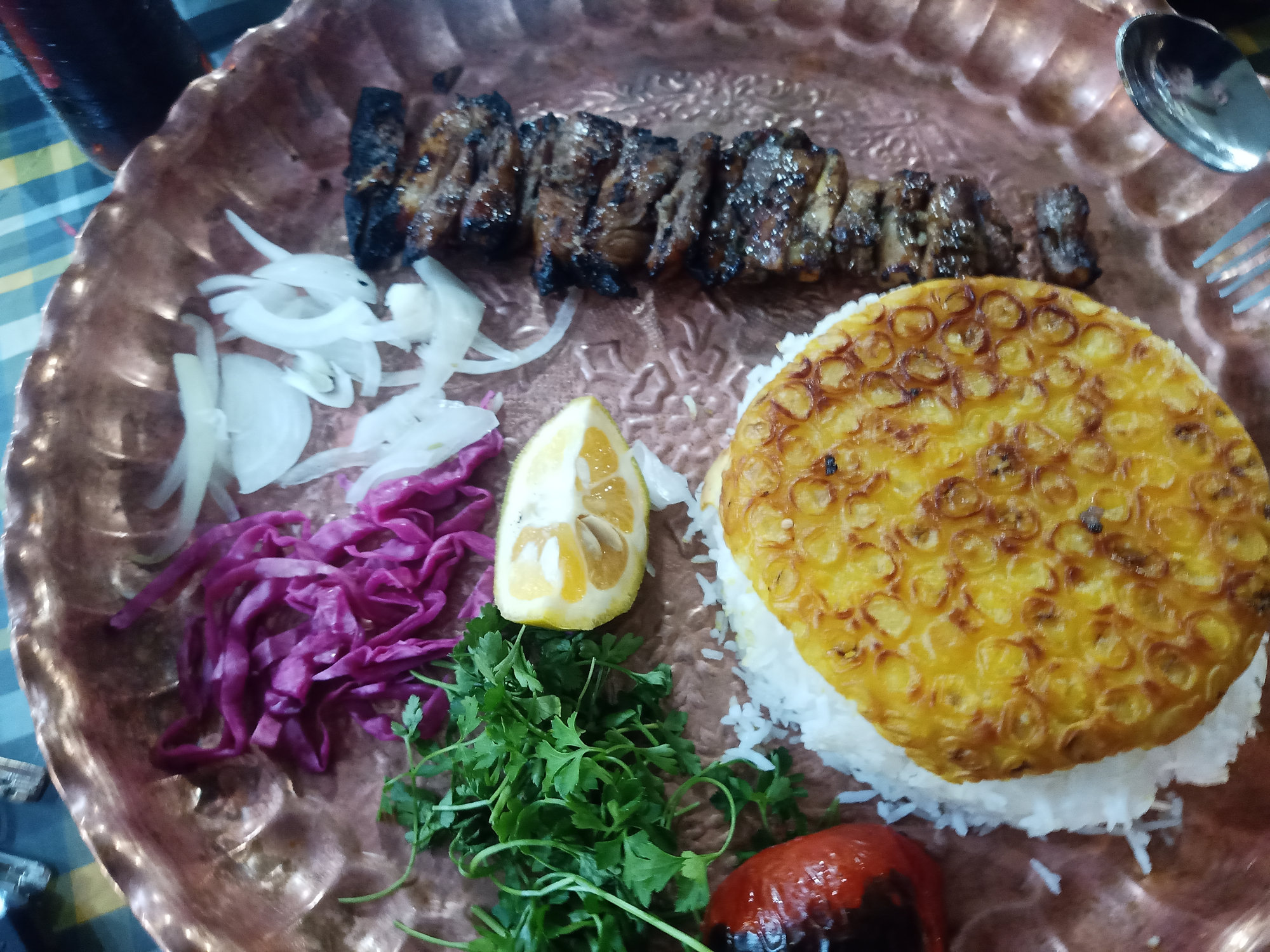
جوجه ترش گیلانی به همراه چلو

جوجه ترش یکی از انواع غذاهای پر طرفدار ایرانی است که اصالتاً متعلق به شمال کشور می‌باشد. این کباب شباهت‌های زیادی به جوجه کباب دارد و به خاطر استفاده از چاشنی‌های که آن را با جوجه کباب متفاوت کرده‌است، و طعم بسیار مناسب ذائقه ایرانی دارد. جوجه ترش در کنار غذاهایی مثل کباب ترش، اکبر جوجه و … از معروف‌ترین غذاهای شمالی است.
برای تهیه این غذا از پیاز، مغز گردو، سینه مرغ، رب انار ترش، فلفل، نمک، زعفران و ماست پرچرب استفاده می‌شود.